# Xue Hanqin
Xue Hanqin (Chinees: 薛捍勤 , Xuē Hànqín) (Shanghai, 15 september 1955) is een Chinees diplomaat, hoogleraar en rechter. Van 2002 tot 2010 was ze lid van de Commissie voor Internationaal Recht van de Verenigde Naties. Sindsdien is ze rechter voor het Internationaal Gerechtshof en benoemd voor een periode tot 2021.

## Levensloop
Xue studeerde van 1977 tot en met 1980 aan de Universiteit voor Vreemde Talen van Beijing. In de jaren 1981 en 1982 studeerde ze aan de Universiteit van Peking en slaagde daar voor de richting internationaal recht. Vervolgens studeerde ze aan de Law School van de Columbia-universiteit en behaalde daar in 1983 haar titel van Meester in de rechten. In 1995 behaalde ze aan dezelfde Law School haar doctorstitel.
Sinds 1980 werkt ze onder meer op verschillende posten van het Chinese Ministerie van Buitenlandse zaken. Voor een deel heeft ze dit op academisch gebied ingevuld, als hoogleraar op de Universiteit van Peking sinds 1994, daarna sinds 1998 op de Chinese Universiteit voor Buitenlandse Zaken en sinds 2008 aan de Wuhan Universiteit. Daarnaast is ze sinds 2004 verder nog hoogleraar aan het Instituut voor Rechtsgeleerdheid van de Chinese Academie van de Sociale Wetenschappen.
Ondertussen bleef ze ook voor het ministerie actief, waaronder van 1999 tot 2003 als algemeen directeur voor de afdeling van verdragen en recht. Van 2003 tot 2008 was ze ambassadeur in Nederland en vaste vertegenwoordiger bij de Organisatie voor het Verbod op Chemische Wapens in Den Haag. Daarna werd ze ambassadeur bij de Associatie van Zuidoost-Aziatische Naties (ASEAN). Verder was ze leider van de Chinese delegatie bij een aantal internationale zittingen en commissies van de Algemene Vergadering van de Verenigde Naties. Van 2002 tot 2010 was ze lid van de Commissie voor Internationaal Recht van de Verenigde Naties.
In juni 2010 werd ze benoemd tot rechter van het Internationale Gerechtshof in Den Haag. Ze is de opvolger van Shi Jiuyong die terugtrad; Xue werd in november 2011 herkozen voor de standaardtermijn van negen jaar, waardoor haar termijn afloopt in 2021. Xue is na Rosalyn Higgins de tweede vrouwelijke rechter van het Hof.
- Bibsys: 3084863
- Bibliothèque nationale de France: cb15009533c (data)
- CiNii: DA17785178
- Gemeinsame Normdatei: 139164081
- International Standard Name Identifier: 0000 0000 7991 0533
- Library of Congress Control Number: n2002098527
- Nationale Bibliotheek van Tsjechië: mub20211110902
- Nationale Bibliotheek van Israël: 987007434976905171
- Nederlandse Thesaurus van Auteursnamen: 317827626
- Réseau des bibliothèques de Suisse occidentale: 02-A009147631
- Système universitaire de documentation: 077850440
- Virtual International Authority File: 37193801
- WorldCat: E39PBJkMPJD4fydCQKtQxyMByd